# Selångersfjärden
Selångersfjärden är en sjö i Sundsvalls kommun i Medelpad och ingår i Selångersåns huvudavrinningsområde. Sjön har en area på 0,337 kvadratkilometer och ligger 0 meter över havet. Sjön avvattnas av vattendraget Selångersån. Vid provfiske har bland annat abborre, braxen, gers och gädda fångats i sjön.
Namnet kommer av att sjön ingår i det som en gång var en havsvik. Under medeltiden låg Medelpads centralort Kungsnäs i Selångers socken vid Selångersfjärden, innan uppgrundning och att fartyg blev större gjorde att centralorten flyttades närmare havet. Andra fragment som återstår av den ursprungliga havsviken är Norrfjärden, Prästviken, Prästtjärnen och Bergsåkerstjärnen.

## Delavrinningsområde
Selångersfjärden ingår i det delavrinningsområde (692221-157350) som SMHI kallar för Utloppet av Selångersfjärden. Medelhöjden är 47 meter över havet och ytan är 1,83 kvadratkilometer. Räknas de 71 avrinningsområdena uppströms in blir den ackumulerade arean 423,1 kvadratkilometer. Avrinningsområdets utflöde Selångersån mynnar i havet. Avrinningsområdet består mestadels av skog (52 procent). Avrinningsområdet har 0,3 kvadratkilometer vattenytor vilket ger det en sjöprocent på 16,5 procent. Bebyggelsen i området täcker en yta av 0,25 kvadratkilometer eller 14 procent av avrinningsområdet.

## Fisk
Vid provfiske har följande fisk fångats i sjön:
- Abborre
- Braxen
- Gärs
- Gädda
- Löja
- Mört
- Ruda
- Sarv
- Stäm